# Osternienburger Land
Osternienburger Land es un municipio situado en el distrito de Anhalt-Bitterfeld, en el estado federado de Sajonia-Anhalt (Alemania), a una altitud de 70 metros. Su población a finales de 2015 era de unos 8900 habitantes y su densidad poblacional, 64 hab/km².
El municipio fue creado en 2010 mediante la fusión de los municipios rurales de Chörau, Diebzig, Dornbock, Drosa, Elsnigk, Großpaschleben, Kleinpaschleben, Libbesdorf, Micheln, Osternienburg (la actual capital municipal, de la cual el municipio toma el topónimo), Reppichau, Trinum, Wulfen y Zabitz.
Se encuentra ubicado en el centro del distrito.